# دار مروان
دار مروان ، هي دار مروان بن الحكم ابتناها عندما كان أمير المدينة في أوائل النصف الثاني من القرن الأول الهجري وهي دار فخمة  ظلت بعد مروان مقر أمراء المدينة لزمن طويل.
كانت دار مروان قريبة للمسجد النبوي وقد سبق أن سمي هذا الباب من أبواب المسجد النبوي بباب مروان لملاصقة داره للمسجد وكانت في موضع المدرسة البشيرية ( ميضأة قلاوون ) التي أنشأها بموضع دار مروان سنة 686هـ . 

## دار مروان كماوصفهاالأمام السمهوديفي كتابة
يقول الامام السمهودي في كتابة وفاء الوفاء بأخبار دار المصطفى ثم يلي دار عبد الله بن عمر ذات الخوخة في قبلة المسجد من غربيها دار مروان بن الحكم، وكانت قبل للنحام- يعني نعيم بن عبد الله من بني عدي- وبعضها من دار العباس بن عبد المطلب، فاشتراهما مروان فبنا داره هذه وجعل فيها دارا لابنه عبد العزيز بن مروان .
وروى ابن زبالة في ذيل زيادة عثمان بن عفان رضي الله عنه في المسجد، عن غير واحد منهم محمد بن وكانت فيها نخلات، فاشتراها مروان من آل النحام كل نخلة وموضعها بألف درهم، وكن ثمانيا أو اثنتي عشرة، فرأى الناس أن مروان قد أغلى السعر، فلما وجب له البيع عقر وقطع النخل وبناها دارا فغبطه الناس.
وقال ابن شبة عن بعضهم أن دار مروان بن الحكم التي ينزلها الولاة في المدينة إلى جنب المسجد- يعني الدار المذكورة- كانت ملاصقة لدار العباس التي دخلت في المسجد، فابتاعها مروان، فسمعت من يقول: كانت القبة التي كانت في دار مروان وحجرتها التي تلي المسجد عن يسار من دخل الدار للنحام أخي بني عدي بن كعب وهم قوم ورهط عمر بن الخطاب ، وكانت فيها نخلات، فابتاعها مروان من النحام بثلاثمائة ألف درهم، وأدخلها في داره، فذلك الموضع ليس من المربد الذي ابتاع من العباس.
وقال ابن شبة كذالك  في موضع آخر أن دار مروان صارت في الصّوافي، أي: لبيت المال.
قلت: وفي موضعها اليوم كما قدمناه الميضأة التي في قبلة المسجد عند باب السلام، وما في شرقيها إلى دور آل عمر، قال ابن زبالة وابن شبة: وإلى جنبها- يعني: دار مروان- في المغرب دار يزيد بن عبد الملك التي صارت لزبيدة، وكان في موضعها دار لآل أبو سفيان بن حرب، وكانت أشرف دار بالمدينة بناء وأذهبه في السماء. ودار كانت لآل أبي أمية بن المغيرة، فابتاعها يزيد، وأدخلها في داره، وهدمها، وكان بعض أهل المدينة وفد على يزيد بن عبد الملك وقد فرغوا من بناء داره، فسأله عنها، فقال: ما أعرف لك أصلحك الله بالمدينة داراً، فلما رأى مافي وجهه قال: ياأمير المؤمنين، إنها ليست بدار، ولكنها مدينة، فأعجب ذلك يزيد.

## المرجع
- تاريخ الطبري
- كتاب وفاء الوفاء بأخبار دار المصطفى
- عبد القدوس الأنصاري كتاب (آثار المدينة المنورة) الطبعة الثالثة 1393هـ - 1973م .